# リッチ・ピアーナ
リチャード・ユージーン・ピアーナ（Richard Eugene Piana, 1970年9月26日 - 2017年8月25日)は、アメリカ合衆国のボディービルダー。1989年の『The National Physique Committee』(NPC, 全米体格委員会)にて『Mr. Teen California』の称号を、1998年に『Mr. California』の称号を獲得し、2003年と2009年に開催されたボディービル大会で優勝している。彼には『Rich Piana: 5% Nutrition』と呼ばれる独自の栄養食品品目があった。
彼はYouTubeにて自身のチャンネルを開き、自身の経歴、身体鍛錬の合成映像、自分がどのような日常生活を送っているか、についてを中心に据えた動画形式ブログ(Vlog)を公開していた。彼は動画の中で「5%」について説明しており、これは目標達成のためにはどんなことでもする姿勢でいる心的状態および行動である、と述べた。
彼はアナボリック・ステロイド(Anabolic Steroids, 同化作用および筋肉増強作用を持つ薬物)、合成ヒト成長ホルモン(Synthetic Human Growth Hormone)、そしてインスリン(Insulin)を18歳のころから投与し続けてきたことを認めている。ピアーナはステロイドとインスリンの服用が身体に害をもたらすという事実は認識していたが、同時にボディービル大会において最高水準で争うためには欠かせない要素でもあり、そのために健康を犠牲にすることも厭わない、と語った。
2017年8月25日、ピアーナは46歳で死亡した。死亡時の彼の心臓と肝臓は、成人男性の平均の2倍以上の重さに肥大しており、「重篤な心臓病」を患っていたことが判明した。死後に病理解剖が行われるも、病院側は彼の死体検案書を処分しており、ピアーナの死因と生前の習慣については、剖検報告では確定的な結論が出ていない。

## 生い立ち
1970年9月26日、カリフォルニア州グレンデールに生まれ、サクラメントで育った。父はイタリア人、母はアルメニア人の祖先をそれぞれ持つ。リチャードは6歳のときにボディービルに魅了され、母親と一緒にジムに行き、ボディービル大会に向けて鍛錬する母の姿を眺めていた。また、ボディービルダーの1人であるビル・キャンブラ(Bill Cambra)からも影響を受けていた。11歳のときに重量挙げを開始し、その4年後にボディービル大会に参加するようになった。高校最終学年のころ、リチャードは父親とラ・クレセンタ(La Crescenta)に住んでいた。全米体格委員会が主催するボディービル大会に出場し、18歳になるまでに『Mr. Teen California』の称号を獲得し、テストステロン（Testosterone, 男性ホルモンの一種で、筋肉同化作用を持つ）とデカ・デュラボリン(Deca-Durabolin)を組み合わせたステロイド循環(Steroid Cycle)の実践を開始した。

## ボディービルダーとして
ピアーナは1989年に『Mr. Teen California』の称号を、1998年には『Mr. California』の称号を獲得した。およそ25年に亘ってボディービル大会に不定期で出場し続けた。2003年にはロス・アンジェルス最重量部門、2009年にはサクラメント最重量部門、そして、『境界諸州第一級最重量部門』(『The Border States Classic Super-Heavyweight Division』)と総合選手権にて優勝を果たす。雑誌『Ironman』1998年11月号と、『Muscle Sport magazine』2015年夏号の表紙を飾っている。テレビドラマ『Scrubs』にて「The Incredible Hulk」として特別出演し、『Malcolm in the Middle』では「マーカス」という役名で出演した（台詞は無し）。2017年に公開されたボディービルのドキュメンタリー映画『Generation Iron 2』にも登場しており、集中的に取り上げられていた人物の1人でもあった。2014年に公開した自身のYoutubeの動画にて、ピアーナは18歳のころから25年間に亘ってアナボリック・ステロイドを服用し続けてきたこと、ステロイドの服用が身体に害をもたらす危険について知っておくべきであること、その危険を承知の上で服用していた趣旨を語った。彼は脱毛、乳房の肥大化、肝臓が有毒な状態になりつつある兆候といった副作用が発生したが、痤瘡（にきび）は出ていないし、今のところ重大な問題は見られない、と述べた一方で、「俺のやっていることは自分の身体を痛めつける行為であるという事実は間違いなく認識している」「俺は自分の責任で選び、問題に対処するつもりさ・・・俺はある種の賭けに出ようとしているんだ」とも語った 。
2016年に公開した別の動画の中で、ピアーナは自身の決断の正当性を主張したが、薬は服用しないで欲しい、とも呼びかけた。彼は「選択肢がある。ステロイドを使うか、ナチュラルのままでいるか。後者を選んで欲しい。ステロイドを使わなきゃいけない理由なんて無いんだ。自分の身体と自分自身を損なうだけだ」と述べた。そのうえで、「皆も知っているだろうが、本職のボディービルダーたちが勝ち残るにはこれを服用せざるを得ない。この薬物無しには不可能なんだ」、「そうしなければ舞台の上に立つことすらできない競技なんだ。俺はその一歩を踏み出した。これが俺の選んだ方法であり、こうして今ここにいるんだ」とも語った。それでもいいから薬を使うつもりであるという視聴者に向けて、ピアーナは、薬を「適切に」服用する方法について心添えをした。全国大会に出場していたときの彼は、合成ヒト成長ホルモン『セロスティム』(Serostim)を1日につき「20IU」服用しており、処方価格は月額でおよそ8000ドル掛かっていた（HIV対策でこれらの処方箋を持っていた人々との繋がりを通して2000ドルで、時には無料で調達できたこともあった）。彼は「ボディービルに自分の人生を賭けた」と語った。
ボディービル大会への出場から遠ざかったのち、ソーシャル・メディア界の著名人としての露出が多くなったピアーナは、『Rich Piana: 5% Nutrition』という自身の事業を展開し始めた。商標名である『5%』の意味は「5%とは、大願成就を果たし、目標に到達するために必要なことは何でもこなしている人々、そして、自分の生きたいように生きている人々の割合を意味するんだ」という。
ピアーナは自身の商標名を宣伝し、ステロイドとホルモン剤の服用、それの影響の重大性について何度となく語るようになった。健康博覧会に姿を見せた彼は、食事療法と日課についての心添えをし、動画をYoutubeに投稿した。Instagramにおける彼のフォロワーは120万人、Youtube内での自身のチャンネル登録者数は数十万人いる。
ピアーナの死後の2020年、ピアーナの元妻でアイスランド人のボディービルダー、サラ・ハイミスドッティ(Sara Heimisdóttir)は、ピアーナは少なくともステロイドの生産にある程度携わり、アイスランドのPodcastを利用してのステロイドの販売と配布には完全に関与している、と主張した。

## 私生活
二度の結婚歴がある。最初の結婚は、ピアーナの不倫が原因で離婚に終わった。その後、健康モデルをやっていたシャネル・ヤンセン(Chanel Jansen)と長きに亘って別離と復縁を繰り返していた。
2015年、アイスランド人のボディービルダー、サラ・ハイミスドッティと結婚するも、2016年に別居した。のちにピアーナは「彼女は俺を利用してアメリカ国内での居住権を取得し、俺から金を盗んだ」と告発した。この結婚は詐欺であるとして婚姻は取り消しとなり、シャネル・ヤンセンと復縁したが、それはピアーナの死の直前のことであった。ヤンセンによれば、ピアーナは鎮痛剤のオピエート(Opiate, 阿片成分）による中毒症状と悪戦苦闘していたという。

## 死
2017年8月7日、午後1時30分、ピアーナは自宅でヤンセンに散髪してもらっている最中に突然床に倒れた。ピアーナは床の上に立っていた状態から倒れて頭を打った。ヤンセンは9-1-1に緊急通報し、電話通信からの指示に従う形で心肺蘇生法(Cardiopulmonary Resuscitation)を試みた。通報から約10分後に救急医療隊員が到着した。救急隊員は、ピアーナの心臓の鼓動が不自然であることを確認した。やがてピアーナの心拍が回復するも、それは酸素が欠乏したのが原因で彼の脳の損傷が始まるほどに時間が経過してからのことであった。ピアーナの自宅にあったテーブルの上には、ストローやクレジットカードとともに粉々になった白い粉があった。救急隊員は、ピアーナがオピエイトを過剰摂取した可能性を考え、彼の身体にナロキソン(Naloxone)を投与した。のちに、彼の死を受けて、医療用ではなく快楽のために服用する麻薬、何らかの犯罪行為といったように、彼の死因についての様々な憶測が飛び交うようになった。だが、ヤンセンは、コカイン(Cocaine)、ヘロイン(Heroin)、その他の薬物の存在について一切否定した。ヤンセンによれば、ピアーナはカフェイン(Caffeine)を豊富に含む『Pre-workout』（サプリメントの一種）を鼻から吸い込んだが、快楽を得るための薬物を服用したことはない、と述べた。伝えられるところでは、ピアーナの自宅からテストステロンの入ったボトル20本が発見されたという。のちにヤンセンは、ピアーナの脳は30分以上に亘って酸素不足に陥った、と述べ、ピアーナが倒れる数日前に息切れや吐き気を含む異常な兆候が見られた、とも述べた。これらの兆候は差し迫っていた心停止(Cardiac Arrest)の警告であったかもしれない、と言われたという。脳の腫脹を軽減させるための誘発性昏睡状態が2週間以上続いたのち、8月25日、ピアーナは意識が戻らないまま死亡した。46歳であった。ピアーナの死後に行われた剖検では、彼の心臓と肝臓は成人男性の平均の2倍を超えており、「重篤な心臓病」を患っていたことが判明した。ヤンセンによれば、ピアーナは自分の臓器が肥大している事実を認識しており、これは彼が服用していたステロイドとホルモン剤による副作用であることも分かっていたが、それが突然の心停止の危険因子になるとは気付いていなかったという。
ピアーナの死因については、剖検では決定的な結論は不明であった。この剖検において毒性学分析は行われず、検死官はピアーナの入院治療期間から毒性学分析に至る資料の入手はできなかった。研究と分析のためにそれらを保管しておくようにという明確な要請にもかかわらず、病院側は、毒性学分析があとで行われるようにするのに必要な検体を廃棄した。これはピアーナの本当の死因について隠蔽しているのではないか、という陰謀論につながった。彼の重要な死因として、身体的外傷は無く、剖検報告には「身体的外傷は彼の死とは何の関係も無いと見受けられる」とある。
死後、カリフォルニア州ハリウッド・ヒルズ(Hollywood Hills)にあるフォレスト・ローン記念公園(Forest Lawn Memorial Park)に埋葬された。

## 参考
1. 1 2 3 4 5 6  “Richard Eugene Piana (tombstone)”. Find a Grave. 2018年6月30日閲覧。
2. 1 2 3 4 5  “Rich Piana (temporary grave marker)”. Find a Grave (2017年8月25日). 2018年2月17日閲覧。
3. 1 2 3  “Rich Piana @instagram”. Instagram. 2018年2月11日閲覧。
4. 1 2 3 4 5 6  “Celebrity US bodybuilder Rich Piana dies aged 46 after collapsing two weeks ago”. BBC News (2017年8月25日). 2017年9月13日閲覧。
5. 1 2 3 4 5 6 7 8 9 10 11 12  Quinn, Dave (2017年8月25日). “'I Was Hooked': Bodybuilder Rich Piana Defended His 27 Years of Steroid Use Before His Shocking Death at 46”. People. 2017年9月13日閲覧。
6. 1 2 3 4 5 6 7  Palma, Noel A. (2017年8月25日). “Florida District Six Medical Examiner's Autopsy Report for Richard Piana (Case No. 5171418)”. 2017年11月8日閲覧。 “The body measured 72 inches in length and weighed 221 pounds.”
7. 1 2 3 4  “Piana, Rich”. Muscle Memory. 2018年6月29日閲覧。
8. 1 2  “Rich Piana 5% Nutrition”. www.rich-piana.com. 2021年2月17日閲覧。
9. ↑  Rodger, James (2017年8月25日). “Rich Piana update: Rumours bodybuilder has died circulate”. Coventry Telegraph 2018年11月30日閲覧。
10. ↑  Biederman, Felix (2017年8月25日). “Rich Piana Lived As Big As He Was” (英語). Deadspin 2018年11月30日閲覧。
11. ↑  Llewellyn, William (2016年5月5日). “Anabolic Research – Analyzing The Rich Piana Cycle”. Muscular Development. 2020年8月21日閲覧。
12. ↑  Lake, Emma (2017年8月26日). “Bodybuilder Rich Piana dies”. The Sun 2017年9月13日閲覧。
13. ↑  “Rich Piana's Autopsy results revealed”. Evolution of Bodybuilding (2017年11月9日). 2020年8月21日閲覧。
14. ↑  Herman, Scott. “Rich Piana Autopsy Report: Cause of Death Undetermined?”. 2020年8月21日閲覧。
15. 1 2 3  The Truth in Bodybuilding (2017年6月6日). “Rich Piana Apologizes! Live With on RXMuscle”. YouTube. 2017年12月17日閲覧。
16. ↑  “Les idoles (Saison 6, episode 02)” (フランス語). Malcolm France. 2020年11月4日閲覧。
17. ↑  Riggs, Mike (2017年8月). “Generation Iron 2”. Reason. 2019年10月15日閲覧。
18. 1 2 3 4  Piana, Rich (2014年3月6日). “Steroid Side Effects – Negative Comes with Positive – Rich Piana PT1”. YouTube. 2017年12月17日閲覧。
19. ↑  Piana, Rich (2017年5月10日). “Free GH – Pulled Me Out of Retirement – My Bodybuilding Days”. YouTube. 2017年12月17日閲覧。
20. 1 2 3 4 5  von Wildenradt, Reegan (2017年11月15日). “Exclusive: Rich Piana's Girlfriend Reveals Details About His Collapse and Death” (英語). Men's Health 2017年12月17日閲覧。
21. ↑  Podcast með Sölva Tryggva (2020年11月27日). “#58 Sara Piana með Sölva Tryggva”. YouTube. 2020年12月9日閲覧。
22. 1 2  Varandani, Suman (2017年8月26日). “Rich Piana's Ex-Wife Sara Thanks Chanel Jansen After Bodybuilder's Death”. International Business Times 2017年9月13日閲覧。
23. 1 2  “Rich Piana accuses Icelandic former wife of using him”. Iceland Monitor (2016年11月10日). 2017年9月13日閲覧。
24. ↑  Piana, Rich (2016年11月8日). “Why Sara and I Split Up – No Green Card – She Wants Revenge”. YouTube. 2017年12月25日閲覧。
25. 1 2 3  “Bodybuilder Rich Piana Had 20 Bottles of Steroids During Medical Emergency”. TMZ Sports (2017年8月12日). 2017年12月25日閲覧。
26. ↑  “Bodybuilding champion dies after collapse”. Sky News (2017年8月26日). 2017年9月13日閲覧。
27. 1 2 3 4  Jansen, Chanel (2017年8月31日). “Clearing Up Rumors – My Time with Rich”. YouTube. 2017年12月17日閲覧。
28. ↑  Generation Iron (2017年8月25日). “Breaking: Bodybuilding Superstar Rich Piana Has Passed Away” (英語). Huffington Post. 2017年12月17日閲覧。
29. 1 2 3  RxMuscle – The Truth in Bodybuilding (2017年11月9日). “Rich Piana Autopsy: Dave Palumbo Calls Foul Play”. YouTube. 2017年12月17日閲覧。
30. ↑  “Bodybuilder Rich Piana Snorted Workout Powder ... Death Inquiry Reveals”. TMZ Sports (2017年11月14日). 2018年1月1日閲覧。